# Cedusa blantoni
Cedusa blantoni är en insektsart som beskrevs av Flynn och Kramer 1983. Cedusa blantoni ingår i släktet Cedusa och familjen Derbidae. Inga underarter finns listade i Catalogue of Life.